# 王宪武墓石碑
王宪武墓石碑为明代政治家、内阁首辅王家屏之父王宪武墓前的石碑，位于中华人民共和国山西省山阴县北周庄镇北周庄村南1千米处，2001年11月列入山阴县文物保护单位。王宪武墓在文化大革命中遭到破坏，现在仅存纶褒堂、礼器库和纶褒堂中的五座碑。
据历史照片，王宪武墓原有石羊、石马、石虎等，现已不存。原有封土，现已被夷平。目前仅存的部分为砖砌仿木建筑纶褒堂和礼器库。纶褒堂面阔五间，进深三间，堂内依次是明隆庆六年敕命碑、明万历七年敕命碑、明万历十年诰命碑、明万历十四年诰命碑、明泰昌六年赠诰碑，碑文记述了王家屏历次升迁后其父母加封爵位的情况。礼器库面阔三间，进深两间，内部陈设已全部丢失。